# Verflucht und geliebt
Verflucht und geliebt ist ein mehrteiliger Fernsehfilm des Deutschen Fernsehfunks der DDR. Das Drehbuch schrieben Martin Eckermann und Hans-Jürgen Heimlich nach einem Szenarium von Helmut Sakowski.

## Handlung
Teil 1:
Else Scharfschwert arbeitete lange Zeit als Schweißerin im Reichsbahn-Ausbesserungswerk einer Stadt.
Sie stammt aus dem kleinen Dorf Klosterdöhre, in dem sie zu Kriegszeiten als Magd auf dem Hof des Bauern Riebau diente.
Nun, im Jahr 1957, will sie – dem Ruf der Partei folgend – wieder zurück in ihr altes Heimatdorf, um dort die neu gegründete Genossenschaft zu unterstützen.
Als sie mit ihren drei Kindern in Klosterdöhre ankommt, hat man aber keine Bleibe für sie. Der neue Bürgermeister Sommerfeld versucht sie auf dem Hof des in den Westen geflohenen Großbauern Fritsche unterzubringen. Doch Fritsche hat in seinem Haus den ehemaligen Knecht Gebhardt samt Familie einquartiert.
Für Else Scharfschwert und ihre Söhne bleibt nur der außerhalb des Dorfes gelegene Pälitz-Hof als Bleibe.
Sie übernimmt in der Genossenschaft die Betreuung der Rinderherde im alten Gutshof und richtet sich wieder im Dorf ein.
Teil 2:
Der in den Westen geflohene und dort verstorbene Baron von Platow, Herr auf Döhre und Döhrer Vorwerk, will in seiner Heimaterde beerdigt werden.
Doch Else Scharfschwert ist gegen eine prunkvolle Beerdigung, weil alle Dorfbewohner unter dem alten Baron gelitten hätten.
Bürgermeister Sommerfeld einigt sich mit dem Pfarrer auf ein stilles Begräbnis, an dem das ganze Dorf teilnimmt.
Bauer Riebau, Schwiegersohn des geflohenen Großbauern Fritsche, schlachtet ohne Genehmigung ein Schwein, erfüllt aber, wie weitere Einzelbauern, sein Abgabesoll an die Gemeinde nicht. Dadurch kommt es zu Schulden des Dorfes gegenüber dem Kreis und dem Bürgermeister Sommerfeld wird von der Kreisverwaltung zur Strafe kein Gehalt mehr gezahlt. Um beim Besuch in seinem erzgebirgischen Heimatdorf nicht ohne Geschenke zu erscheinen, leiht er sich das Geld dafür aus der Gemeindekasse, wird verraten und vom Kreis seines Amtes entbunden.
Der Frühling kommt nach Klosterdöhre und mit ihm eine Brigade von Bohrarbeitern um Meister Freddy Voß, der frischen Wind in die Gemeinde und das Leben von Else Scharfschwert bringt.
Teil 3:
Else überredet Sina, die alte Magd des Bauern Riebau, bei ihr zu wohnen. Sina sträubt sich erst, willigt aber ein und zieht zu Else auf den Pälitz-Hof. Die Einzelbauern des Dorfes wollen, dass der abgesetzte Bürgermeister aus dem Dorf verschwindet. Doch Freddy Voß stellt Sommerfeld in seiner Brigade als Koch ein. Er versorgt nicht nur die Bauarbeiter, sondern auch das halbe Dorf mit seiner Kochkunst. Else verliebt sich in Freddy Voß und er zieht zu ihr auf den Pälitz-Hof.
Teil 4:
Else ist von Freddy Voß schwanger, doch sie will das Kind nicht behalten. Gebhardts Tochter Christiane stirbt und wird nach langen Querelen neben dem Baron von Platow begraben.
Elses ältester Sohn Fritz und Karla Gebhardt sind ein Paar und wollen zusammenziehen. Der mittlere Sohn Kurt wird hinter der Grenze im Westen aufgegriffen und soll in ein Heim kommen. Ihrem jüngsten Sohn Jan wird vom Küster eine Musiker-Karriere prophezeit.
Am Bohrloch ist man unterdessen auf Gas gestoßen, was auf Öl hoffen lässt. Ins Dorf kommt ein französischer Kommunist (Jean Suc), der von Sina und Elsa während des Krieges gerettet wurde. Er ist der Vater von Elses jüngstem Sohn Jan.
Teil 5 :
Die Bohrbrigade stößt tatsächlich auf Öl und kann das Bohrloch mit letzter Kraft sichern.
Auf dem Friedhof wird das Massengrab von ermordeten Kriegsgefangenen freigelegt und man beschließt, die sterblichen Reste ehrenvoll umzubetten.
Else will beim Kreisvorsitzenden Matoga den Prozess gegen Sommerfeld verhindern. Doch ohne Erfolg.
Auf einer Genossenschaftsversammlung lehnen die Genossenschaftler die Aufnahme der im Dorf verbliebenen Einzelbauern wegen deren Misswirtschaft ab und es kommt heraus, dass der Vorsitzende Ahlemann schon immer mit den Einzelbauern gekungelt hat und deren Abgabemanko verschleierte. Sie haben bewusst ihre Steuerzahlungen zurückbehalten, um dem Bürgermeister zu schaden. Der Kreisvorsitzende Matoga lässt daraufhin Ahlemann und die Einzelbauern verhaften. Aus Angst, selbst verhaftet zu werden, weil er die Einzelbauern immer unterstützte, zündet Bauer Gebhardt die Scheune an und kommt selbst in den Flammen um. Seine Frau rettet wenigstens die wertvolle Kuhherde.
Sommerfeld wird wieder als Bürgermeister eingesetzt, Sina wird die neue LPG-Köchin und Else die Vorsitzende der Genossenschaft.
Freddy Voß hält um Elses Hand an und freut sich auf das gemeinsame Kind.

## Hintergrund
Der Film wurde an 130 Drehtagen in der näheren Umgebung von Schwerin gedreht. Der Mehrteiler wurde vom selben Team realisiert, das auch Wege übers Land auf die Leinwand brachte.

## Ausstrahlung
Die Erstausstrahlung erfolgte vom 17. bis zum 26. April 1981 im Deutschen Fernsehfunk (Quelle: DVD).

## Kritiken
(Quelle: )
In der Berliner Zeitung (Ausgaben von Dienstag, dem 28. April 1981) schreibt Volker Weidhass als Kritik: „... Darstellerische Glanzpunkte setzen Karin Gregorek, ... Horst Hiemer, ... Rolf Ludwig ... und Marianne Wünscher...“ Weiter heißt es in dem Artikel, dass bei einigen Figuren (Ahlemann, Matoga) Halbherzigkeit in Umsetzung und Darstellung der Konflikte vorherrscht. Und "Schade, dass ein Film über die Entwicklung auf dem Lande, Bilder von Landarbeit und Landschaft fast völlig aussparte...".
In der Zeitung Neues Deutschland (Ausgabe von Dienstag, dem 28. April 1981) schreibt Henryk Goldberg: „Regisseur Martin Eckermann realisierte bereits den vierten Stoff von Helmut Sakowski. Eckermann baute ganz auf die literarische Vorlage seines Autors, bekannte sich bis ins inszenatorische Detail hinein zu deren episch-ruhigen Fluss. Dabei wurde er einfühlsam unterstützt von Kameramann Jürgen Heimlich. Dessen Kameraarbeit nahm gelegentlich eine fast Dokumentarische Diktion an.“ 
In der Zeitung Neue Zeit (Ausgabe von Dienstag, dem 28. April 1981) lobt Gudrun Skulski ausdrücklich die Darstellerin der Sina (Marianne Wünscher) und der Elli Gebhardt (Karin Gregorek). Renate Krößner als Else Scharfschwert „... wirkt am überzeugendsten in den seltenen Szenen, in denen sie mit leisen Tönen den Zuwachs an menschlicher Reife sichtbar macht...“.

## Romanausgaben
- Helmut Sakowski: Verflucht und geliebt. Fernsehroman. Verlag Neues Leben, Berlin 1981.